# Medaglia Nagib Mahfuz per la Letteratura
La medaglia Nagib Mahfuz per la Letteratura (in arabo جائزة نجيب محفوظ‎?) è il principale riconoscimento per un'opera letteraria in Egitto.
Il premio è dedicato a Nagib Mahfuz, scrittore egiziano e vincitore del premio Nobel per la letteratura nel 1988. Il premio viene consegnato l'11 dicembre di ogni anno, nel giorno di nascita di Mahfuz. Il premio è organizzato dall'American University in Cairo, che si occupa della traduzione in inglese e della pubblicazione dell'opera vincitrice.

## Vincitori
| Anno        | Autore                                                              | Opera                                                                                                |                                                                |
| ----------- | ------------------------------------------------------------------- | --- | -------------------------------------------------------------- |
| 1996        | Ibrāhīm Abdel al-Meghuīd                                            | The Other Place (in arabo البلدة الأخرى‎?)                                                            |                                                                |
| 1996        | Laṭīfa al-Zayyāt                                                    | La porta aperta (in arabo الباب المفتوح‎?, Al-bāb al-maftūḥ)                                          |                                                                |
| 1996        | 1997                                                                | Murīd al-Barghūthī                                                                                   | Ho visto Ramallah (in arabo رأيت رام الله‎?, Raʾaytu Rām Allāh) |
| Yūsuf Idrīs | 1997                                                                | City of Love and Ashes (in arabo قصة حب‎?)                                                            |                                                                |
| 1998        | 1997                                                                | Ahlam Mosteghanemi                                                                                   | La memoria del corpo (in arabo ذاكرة الجسد‎?)                   |
| 1999        | Idwār al-Kharrāṭ                                                    | Rama e il dragone (in arabo رامة والتنين‎?)                                                           |                                                                |
| 2000        | Hodā Barakāt                                                        | L'uomo che arava le acque (in arabo حارث المياه‎?)                                                    |                                                                |
| 2001        | Somaya Ramadan                                                      | Foglie di narciso (in arabo أوراق النرجس‎?)                                                           |                                                                |
| 2002        | Bensalem Himmich                                                    | The Polymath (in arabo العلامة‎?)                                                                     |                                                                |
| 2003        | Khairy Shalaby                                                      | The Lodging House (in arabo وكالة عطية‎?)                                                             |                                                                |
| 2004        | Alia Mamdouh                                                        | The Loved Ones (in arabo المحبوبات‎?)                                                                 |                                                                |
| 2005        | Yusuf Abu Rayya                                                     | Wedding Night (in arabo ليلة عرس‎?)                                                                   |                                                                |
| 2006        | Saḥar Ḫalīfa                                                        | L'immagine, l'icona e l'antico patto (in arabo صورة وأيقونة وعهد قديم‎?, Ṣūra wa īqūna wa ʿahd qadīm) |                                                                |
| 2007        | Amīna Zaydān                                                        | Vino rosso (in arabo نبيذ أحمر‎?, Nabīḍ aḥmār)                                                        |                                                                |
| 2008        | Hamdi Abu Golayyel                                                  | Un cane senza coda (in arabo الفاعل‎?)                                                                |                                                                |
| 2009        | Khalil Sweileh                                                      | Lo scriba d'amore (in arabo وراق الحب‎?)                                                              |                                                                |
| 2010        | Miral al-Tahawy                                                     | Brooklyn Heights (in arabo بروكلين هايتس‎?)                                                           |                                                                |
| 2011        | Premio dedicato alla creatività rivoluzionaria del popolo egiziano. | Premio dedicato alla creatività rivoluzionaria del popolo egiziano.                                  |                                                                |
| 2012        | ʿIzzat al-Qamḥāwī                                                   | La casa del lupo (in arabo بيت الديب‎?, Bayt al-dīb)                                                  |                                                                |
| 2013        | Khaled Khalifa                                                      | Non ci sono coltelli nelle cucine di questa città (in arabo لا سكاكين في مطابخ هذه المدينة‎?)         |                                                                |
| 2014        | Hammour Ziada                                                       | La passione del derviscio (in arabo شوق الدرويش‎?)                                                    |                                                                |
| 2015        | Hassan Daoud                                                        | Nessuna strada per il Paradiso (in arabo لا طريق إلى الجنة‎?)                                         |                                                                |
| 2016        | ʿĀdil ʿIṣmat                                                        | Racconti di Yusuf Tadrus (in arabo حكايات يوسف تادرس‎?, Ḥikāyāt Yūsuf Tādrus)                         |                                                                |
| 2017        | Huzama Habayeb                                                      | Velvet (in arabo مُخْمَل‎?)                                                                              |                                                                |
| 2018        | Umaima al-Khamis                                                    | Voyage of the Cranes in the Cities of Agate (in arabo مسرى الغرانيق في مدن العقيق‎?)                  |                                                                |
| 2021        | Ahmed Taibaoui                                                      | The Disappearance of Mr. Nobody (in arabo Ikhtifa’ al-Sayyid La Ahad‎?)                               |                                                                |